# Riva Aquarama
L'Aquarama è un motoscafo prodotto dal costruttore italiano di imbarcazioni da diporto Riva per oltre un trentennio fino al 1996. Il primo modello di Aquarama, che è una evoluzione funzionale del modello Tritone, un altro motoscafo prodotto da Riva, fu lanciato dall'ingegnere Carlo Riva nel 1962 . Il Tritone fu il primo bimotore di successo del cantiere, con la famosa poppa Riva che unisce le superfici di murate, coperta e specchio di poppa in un unico volume scultoreo. Per prestazioni, bellezza e cura artigianale con cui era costruito, l'Aquarama è ancor oggi ritenuto un simbolo di esclusività nella nautica e in un sondaggio di una rivista inglese il suo nome è risultato quello della barca più conosciuta al mondo.
La fama deriva sia dall'estetica e dal livello di finitura, che dal tipo di costruzione. Una costruzione fatta in serie non per diminuirne i costi ma per poterne controllare la qualità dei componenti, fatti per essere intercambiabili in sede di revisione.

## Descrizione

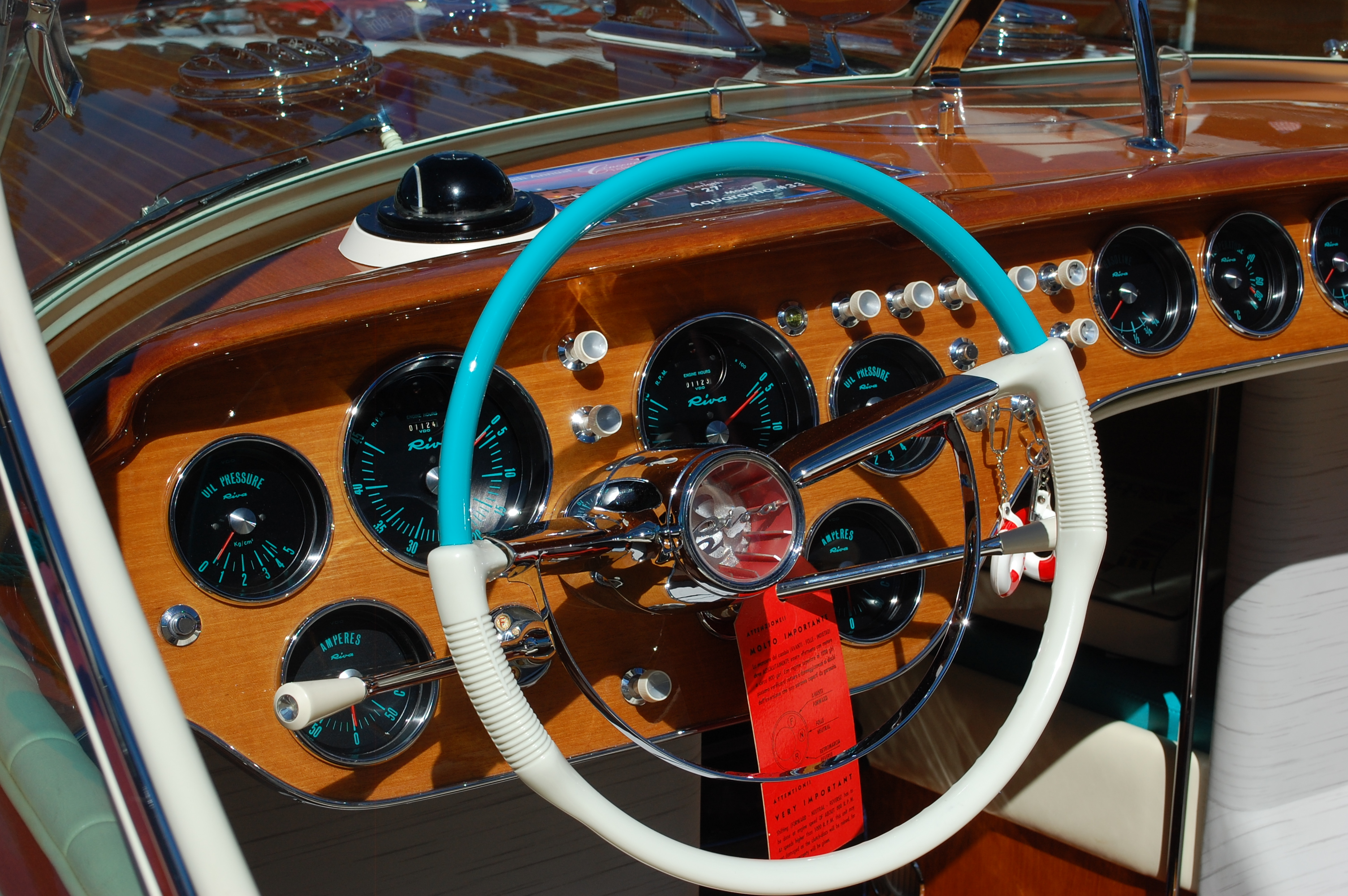
Il volante di un Super Aquarama

Lo scafo dell'Aquarama, lungo dagli 8.02 agli 8.78 m, era lavorato in mogano, che veniva poi verniciato e lucidato facendone risaltare la bellezza naturale delle venature. Tutte le versioni dell'Aquarama erano spinte da due propulsori. Venivano utilizzati motori di derivazione General Motors, marinizzati da Chris Craft e Crusader, e motori Chrysler, la cui potenza variava dai 185 cv ai 400 cv, consentendo all'Aquarama di poter raggiungere velocità superiori ai 40/45 nodi in base alle varie potenze. Il vano motore era coperto da un prendisole con materassini, la barca era inoltre dotata di una capotte a mantice, che scompariva dietro i sedili posteriori. Una scaletta era montata a poppa.

### Modelli
Costruito inizialmente sullo scafo del Tritone, la carena dell'Aquarama subì alcune modifiche, aumentando lo slancio di prua e accentuando l'angolo del diedro di poppa, per migliorarne la tenuta di mare. 
Rispetto al Tritone vengono realizzate due poltrone singole al posto del divano di guida, il cruscotto è in mogano e non più in formica, la prua è coronata da una falchetta rialzata antiscivolo e, a poppa riprendendo il prendisole incassato del Tritone Aperto, lo raccorda alla scaletta da bagno con un corridoio ribassato antiscivolo. 
Si distinguono quattro differenti serie di Aquarama prodotti:
- Aquarama (1962-71) 281 esemplari costruiti con motori di 220 cv.
- Aquarama Lungo (1972) 7 esemplari costruiti: vennero utilizzati gli scafi lunghi dei Super rimasti in cantiere, coi motori di 220 cv dei "Normali".
- Aquarama Super (1963-71) 203 esemplari costruiti con motori di 320 cv, mentre 400 cv per il Super #125 e lo scafo allungato a poppa per una maggior capacità dei serbatoi.
- Aquarama Special (1972-1996) 277 esemplari costruiti, sulla precedente carena, ma caratterizzati da una poppa a scivolo e da un piccolo ripiano per la risalita dall'acqua con motori di 320 cv poi di 350 cv.

### Curiosità
- Il volante dell'Aquarama, scelto dall'ingegner Riva per la sua bellezza, era in realtà  un volante automobilistico Chrysler, con il nucleo centrale ridisegnato tridimensionalmente, con inseriti una elichetta e il logo Riva.

## La fama dagli anni '60 e '70 ad oggi

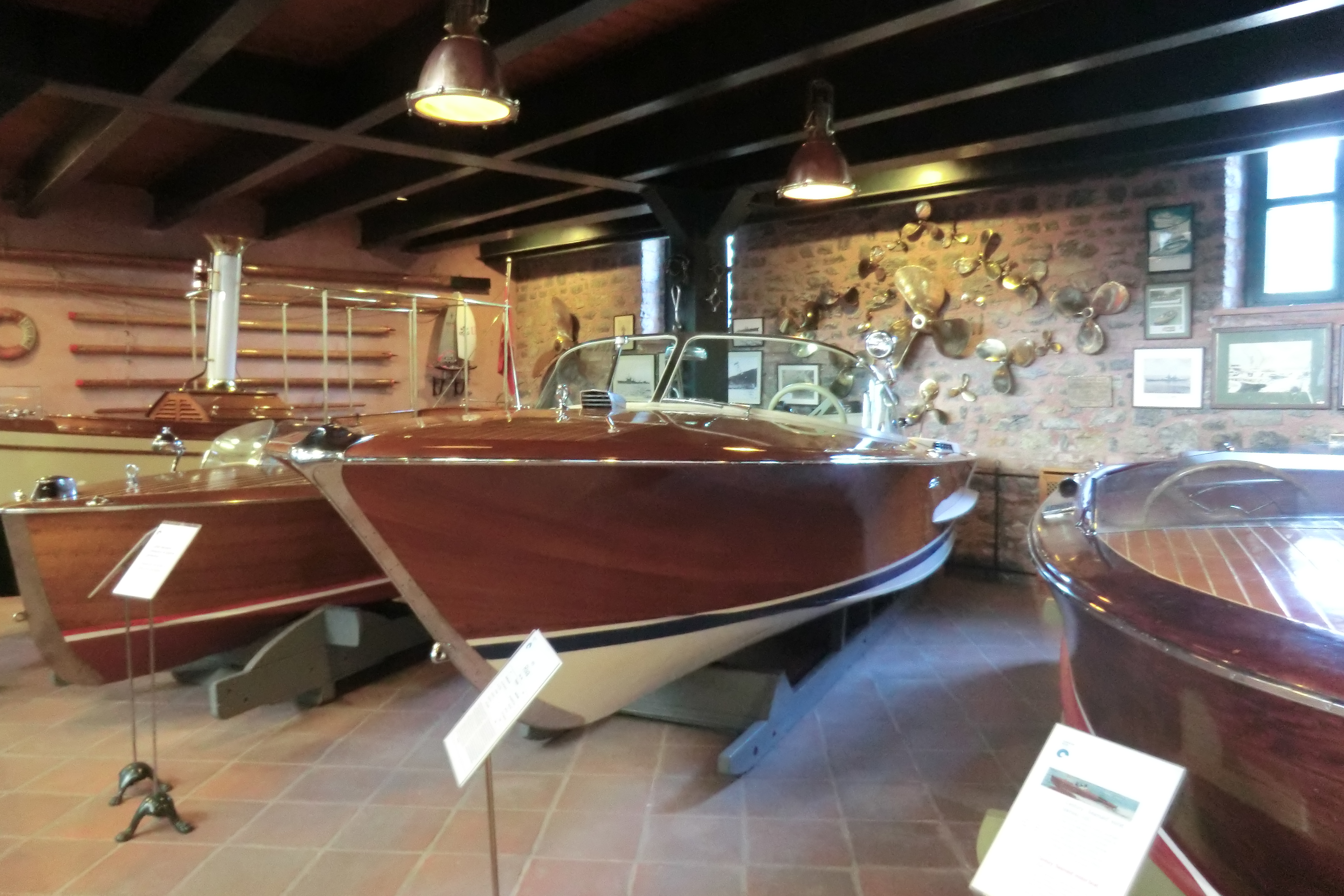
Riva Olympic conservato presso il museo Rahmi M. Koç Hasköy di Istanbul

La più famosa tra le creazioni di Carlo Riva, l'Aquarama divenne, col tempo, più di una semplice barca. Essa era ed è tutt'oggi celebrata in tutto il mondo come una vera e propria leggenda; in virtù della velocità, della bellezza delle forme e della fama di molti fra i proprietari di tali motoscafi, il modello fu indicato come uno dei più bei motoscafi al mondo e definito "la Ferrari del mare", "lo Stradivari delle barche", o "la regina della Costa Azzurra".
Il nome evocativo, che ne ha in parte assicurato il successo, derivava dal formato cinematografico Cinerama, assai popolare negli anni '60 e di cui il largo parabrezza ricordava la forma. Anche la solida tradizione del costruttore, iniziata con la con le barche da corsa vittoriose in Europa, contribuì al suo successo: la società fu fondata nel 1842.
Numerosi furono i personaggi famosi proprietari di un "Aquarama": il motoscafo divenne dunque celebre grazie all'immagine glamour data da armatori del jet set e stelle del cinema; dai grandi industriali alle famiglie reali; fra essi si ricordano Anita Ekberg, che acquistò un Tritone, Brigitte Bardot, che ebbe un Super Florida ed uno Junior, Elisabeth Taylor e Richard Burton che usavano uno Junior come tender del loro yacht, Sophia Loren, Re Hussein di Giordania, che ormeggiava a Santa Margherita Ligure il suo Super Aquarama, Gunter Sachs, che ormeggiava a St. Tropez il suo Aquarama, lo Scià di Persia, il Principe Ranieri, Aristotele Onassis, Tom Ponzi che acquisto prima un Aquarama e successivamente un Super Aquarama, Ferruccio Lamborghini che fece montare sul suo Aquarama due motori V12 Lamborghini, attualmente l'Aquarama più veloce con i suoi 48 nodi e 700 cv, ma anche Roger Vadim e Peter Sellers furono armatori di Aquarama fino a Silvio Berlusconi, George Clooney ed Elle Macpherson negli anni 2000.

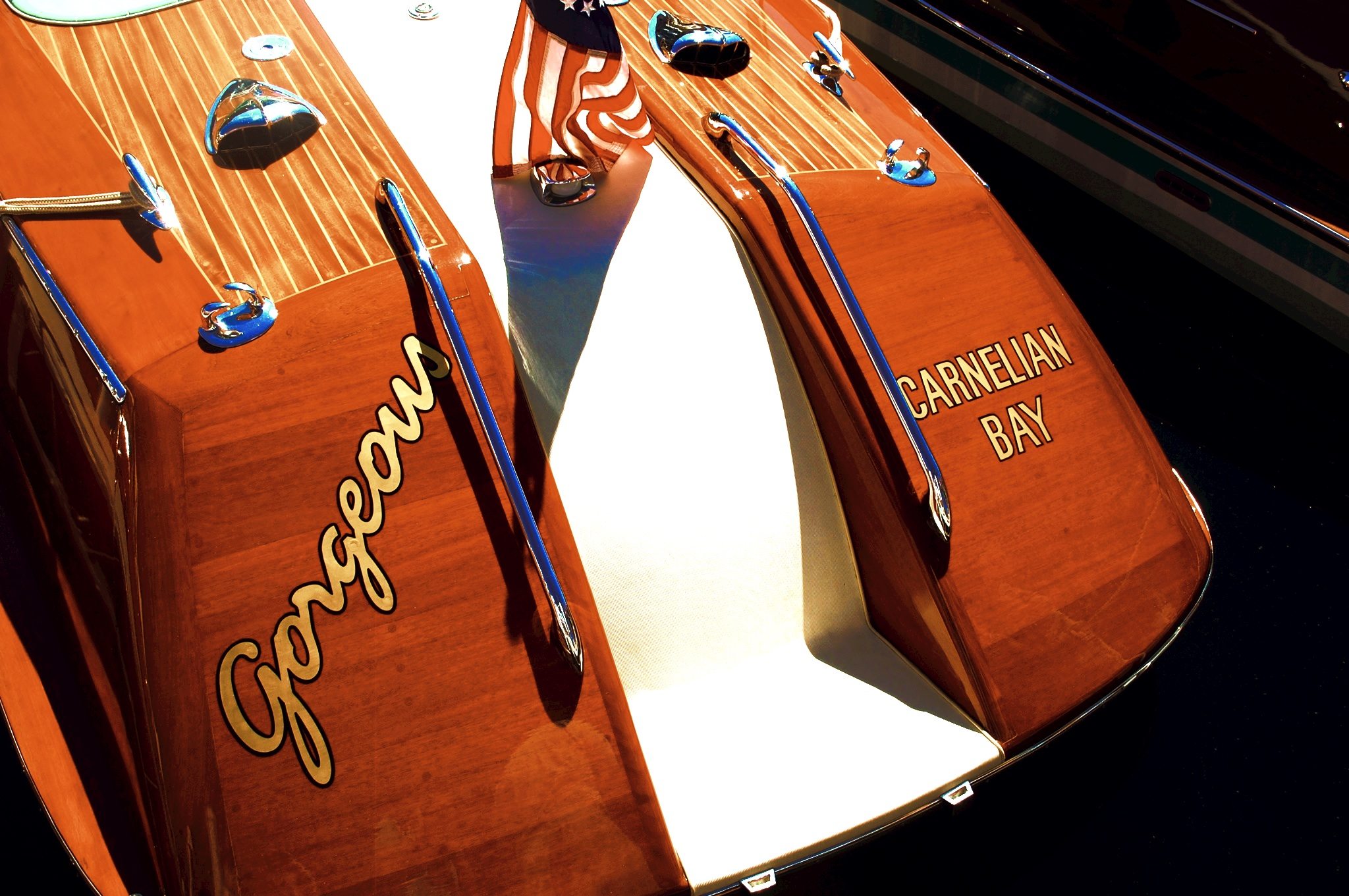
La poppa di un Aquarama Special al concorso di eleganza del Lago Tahoe, nel 2012

Il motoscafo è menzionato nel libro I Know You Got Soul di Jeremy Clarkson.
I motoscafi di mogano di Riva appaiono in moltissimi film e pubblicità a partire dal film Mambo del 1954.
L'attrice Charlize Theron guidava un Aquarama Super in uno spot per la Martini & Rossi del 1993. Un Aquarama Special guidato da Xenia Onatopp appare nel film GoldenEye e un altro è guidato da Vincent Cassel nel film Ocean's Twelve. Nel 2011 l'attore Jude Law guida ancora una volta un Aquarama Special per la campagna pubblicitaria di Dior. Nel 2013 l'azienda di moda Impero Couture utilizza un Aquarama per girare uno spot con Ronn Moss e Katherine Kelly Lang. Nello stesso anno la linea di intimo italiana Yamamay utilizza un Aquarama Special nella sua campagna pubblicitaria. Sempre nel 2013 un Aquarama Special appare nel film, di Paolo Sorrentino, premio Oscar La grande bellezza.
Il fenomeno è così radicato che esistono 12 "Riva Club" che organizzano raduni di Riva nei laghi e mari di tutto il mondo. Essi sono dipartimenti della Riva Historical Society, l'associazione sportiva, dilettantistica e culturale fondata dall'ingegner Carlo Riva e dall'Architetto Piero Maria Gibellini nel 1998. L'associazione conta circa 800 soci in 30 diversi paesi (Europa, Asia, Africa, Oceania e nelle Americhe del Nord, del Centro e del Sud). Ma ha registrato 2400 Riva storici, su circa 4400 costruiti, ancora esistenti in 40 paesi.

## Anni '80 e '90– Serie “Monte Carlo Offshorer”
Dopo aver venduto il marchio, Carlo Riva collabora alla creazione della serie “Monte Carlo Offshorer”. L'obiettivo era quello di creare un motoscafo capace di eguagliare l'Aquarama Special in termini di qualità costruttiva, potenza e vivibilità a bordo ma con una migliore maneggevolezza in mare. Sviluppati in collaborazione con l'ingegner Bob Hobbs e con Cal Connel, proprietario della Crusader Marine, i Monte Carlo Superfast Offshorer 27, 30 e 32, erano costruiti in fibra di vetro, con una carena "a gradini” per migliorare la stabilità. I motori erano montati in posizione centrale, in modo da abbassare il centro di gravità dell'imbarcazione, contribuendo così a migliorarne la maneggevolezza. Cal Connel progettò il sistema di trasmissione e Bob Hobbs si occupò della struttura dello scafo con l'aiuto dello stesso Connel.  Motori e raccordi erano gli stessi montati sulle Riva a quel tempo. La maggior parte delle Offshores 30 poteva superare i 55 nodi di velocità massima in configurazione standard. Le imbarcazioni venivano costruite a Ventimiglia, in una divisione dei Boat Center della famiglia Riva.
Furono costruiti circa 400 Monte Carlo Offshorer 30, che rimpiazzarono buona parte degli Aquarama Special sulla Riviera o vennero usati come tender per grandi imbarcazioni. Un Monte Carlo Offshorer 30 guidato da James Bond appare nel film GoldenEye. Un altro esemplare appare nel film Yuppies 2.

## St. Tropez
Nello stesso periodo della serie “Monte Carlo Offshorer”, il cantiere Riva allora guidato dal cognato dell'ingegner Riva, Gino Gervasoni propose come alternativa ed erede dell'Aquarama Special il "St. Tropez", motoscafo con le stesse caratteristiche in termini di dimensioni, vivibilità a bordo e prestazioni ma in vetroresina. Il progetto fu affidato a Giorgio Barilani con la collaborazione Sonny Levi per la progettazione della carena, che disegnò una carena a "delta" e non con la classica V per rendere la barca estremamente veloce ma maneggevole.
Il St. Tropez è stata la barca in vetroresina di maggior successo per il cantiere con oltre 300 esemplari costruiti fino ai primi anni '90. Come per i Monte Carlo Offshorer, i St. Tropez rimpiazzarono ed affiancarono gli Aquarama Special sulla Riviera od utilizzati come tender su grandi yacht.

## Il successore degli anni 2000
Il nuovo "Aquariva" attualmente in produzione raccoglie l'eredità dell'Aquarama con le sue linee sinuose ed eleganti, l'utilizzo di legni pregiati e la scrupolosa attenzione per i dettagli.
In virtù delle mutate esigenze del mercato e dello sviluppo di moderni materiali sintetici, più concorrenziali rispetto al legno per la costruzione di natanti veloci, viene oggi prestata meno attenzione agli aspetti velocistici; questi non rappresentano dunque il fine ultimo dell'acquisto: i motoscafi sono offerti solo con motorizzazione Diesel e risultano significativamente meno performanti dei loro predecessori.